# Coturnicops
Coturnicops – rodzaj ptaków z rodziny chruścieli (Rallidae).

## Zasięg występowania
Rodzaj obejmuje gatunki występujące w Azji (Rosja, Chińska Republika Ludowa, Korea Południowa i Północna oraz Japonia) i Ameryce Północnej (Kanada i Stany Zjednoczone).

## Morfologia
Długość ciała około 13 cm; masa ciała 41–68 g.

## Systematyka

### Etymologia
- Coturnicops: łac. coturnix, coturnicis „przepiórka”; gr. ωψ ōps, ωπος ōpos „wygląd”[4].
- Ortygops: gr. ορτυξ ortux, ορτυγος ortugos „przepiórka”; ωψ ōps, ωπος ōpos „wygląd”[5].

### Podział systematyczny
Do rodzaju należą następujące gatunki:
- Coturnicops exquisitus (Swinhoe, 1873) – derkaczyk syberyjski
- Coturnicops noveboracensis (J.F. Gmelin, 1789) – derkaczyk płowy